# Kidwelly
Kidwelly est une petite ville située au sud du Pays de Galles, dans le comté du Carmarthenshire. La ville comptait 3 289 habitants au recensement de 2001. Le nom gallois de la ville est Cydweli.

## Géographie
La ville de Kidwelly se trouve au sud du pays de Galles, dans le sud-est du comté du Carmarthenshire. Elle se trouve à environ 16 km au nord-ouest de Llanelli, la principale ville du comté, et à environ 15 km de la capitale du comté, Carmarthen.
Kidwelly est traversée par deux rivières, la Gwendraeth Fawr et la Gwendraeth Fach, qui se rejoigne à l'ouest de la ville pour se jeter ensuite dans la baie de Carmarthen. L'ouest de Kidwelly est ainsi largement occupée par des marécages, fréquemment inondés par les eaux de la baie.

## Histoire

### Origines et époque médiévale

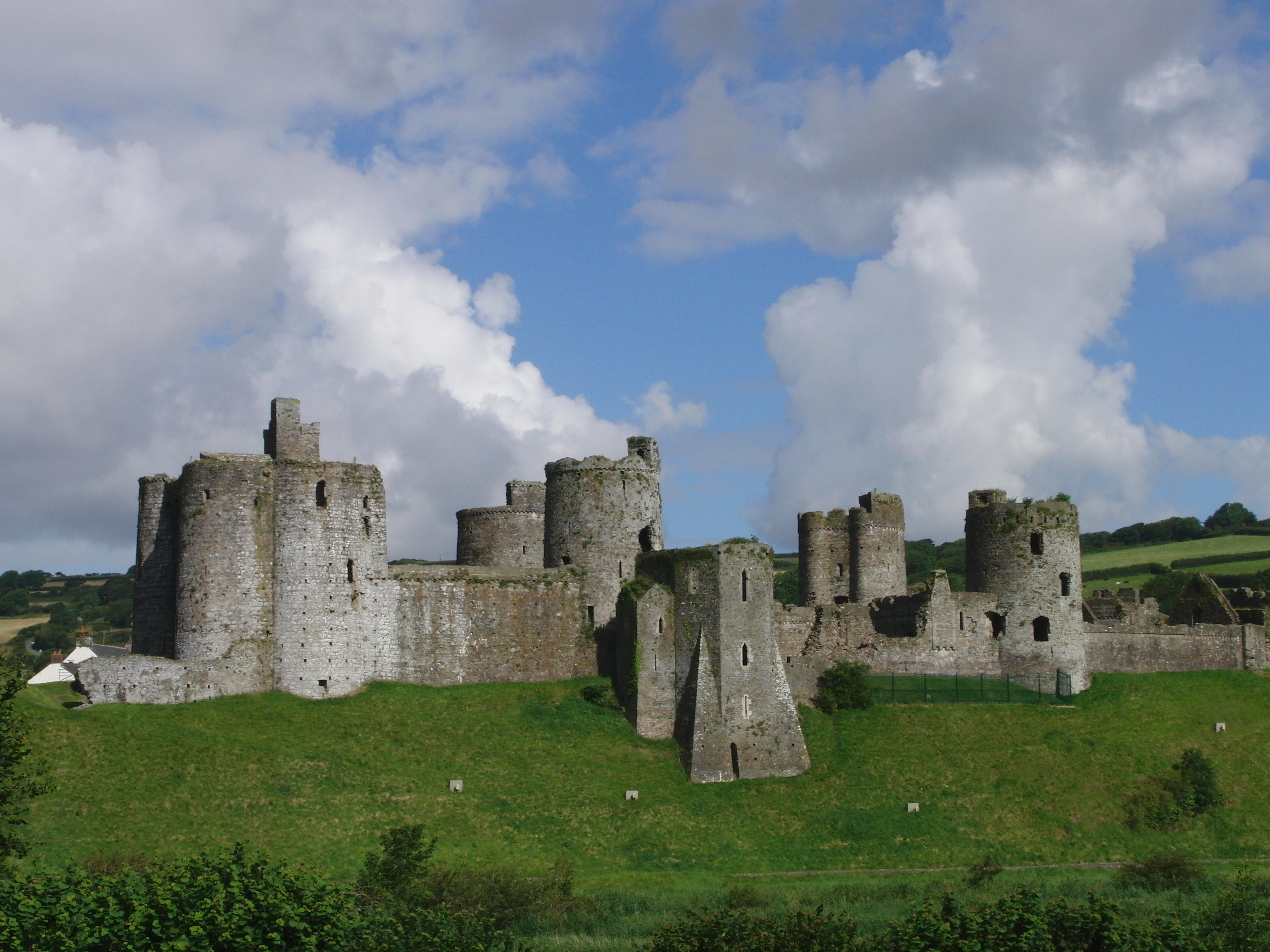
Le château de Kidwelly

La ville est mentionnée par le moine Nennius dans ses écrits du IXe siècle sous le nom Cetgueli. Une hypothèse pour expliquer ce toponyme serait qu'il signifie la terre ou le royaume de Cadwal. Une autre hypothèse pour expliquer le nom de la ville serait qu'il s'agit de la combinaison des deux mots cyd (qui signifie jointure) et gweli (qui signifie lit). Kidwelly est en effet le lieu où les deux rivières Gwendraeth se rejoignent pour former un seul fleuve. 
La ville de Kidwelly est ancienne puisque son existence est attestée par des preuves écrites dès 1115. Elle se développe autour d'un château et d'une église bâtis par les envahisseurs normands dès 1106. Le château primitif est une motte castrale typique de l'architecture militaire normande de l'époque. 
En 1136, Kidwelly est le théâtre d'une bataille opposant des troupes galloises commandées par la princesse de Deheubarth Gwenllian ferch Gruffydd et des troupes anglo-normandes. Profitant des troubles liées à la guerre civile faisant rage en Angleterre, les Gallois se révoltent pour reprendre le contrôle des terres conquises par les Normands. Attaqués par les Normands, les Gallois de Deheubarth lèvent une armée, commandée par la princesse Gwenllian en l'absence de son époux. Ses troupes sont défaites à Kidwelly et la princesse est exécutée sur place tandis que deux de ses fils sont tués. Ces morts ravivent la révolte, qui permet aux Gallois de reconquérir quelques territoires. 
La reconstruction du château est ordonnée par Édouard Ier à la fin du XIIIe siècle et s'inscrit dans son programme de constitution d'un "anneau de fer" pour soumettre le Pays de Galles définitivement conquis. Le château est alors construit en pierre et bénéficie des dernières innovations en matière de stratégie de défense.  
En 1403, le château est assiégé sans succès par les troupes galloises, françaises et bretonnes commandées par Owain Glyndŵr, qui organise une révolte pour libérer le Pays de Galles. À la suite de cet épisode, on achève la construction d'une grande porte en avant du château.  

### Époque industrielle

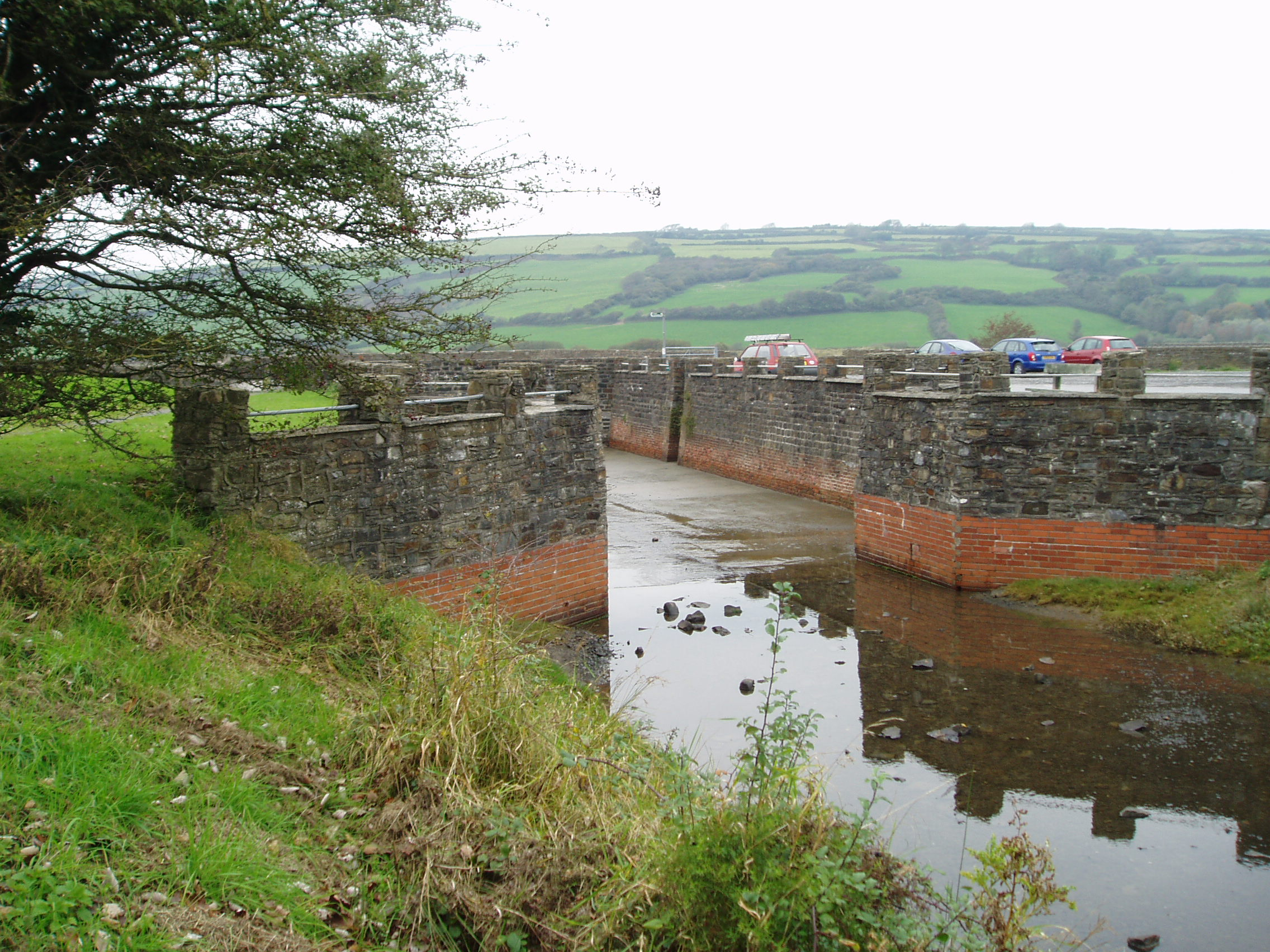
Le canal et les quais construits par Thomas Kymer

La ville croît significativement à partir du XVIIIe siècle, en lien avec le développement d'activités industrielles. Si l'extraction de charbon est attestée dans la vallée de Gwendraeth dès 1540, l'activité reste limitée du fait de l'absence de moyen de transport efficace. La rivière Gwendraeth donne un accès à la mer mais la navigation est dangereuse et aléatoire.
Au XVIIIe siècle, la demande grandissante en charbon, calcaire et minerai de fer dynamise les échanges. Thomas Kymer, propriétaire de mines dans la région, fait construire des points de chargement sur les rives de la Gwendraeth et les relie aux mines par des sentiers entretenus. La marchandise pouvait ainsi être acheminée jusqu'à Carmarthen via les rivières Gwendraeth et Tywi. En 1768, Kymer fait construire des quais à Kidwelly ainsi qu'un canal à travers les marécages, permettant ainsi aux navires d'aller et venir sans tenir compte des marées. En outre, un chemin de fer emprunté par des wagons est construit entre le canal et les mines, réseau qui sera ensuite emprunté par des trains à vapeur.
En 1798, un second canal, lui aussi complété par un réseau de chemin de fer, est construit par le comte d'Ashburnham pour desservir ses mines. Le nombre de mines se multiplie dans la vallée tandis que Kidwelly se spécialise dans la production d'étain et de brique. Le réseau de canaux se densifie et est étendu dans le premier quart du XIXe siècle pour rejoindre Llanelli via Pembrey et l'emplacement de l'actuelle ville de Burry Port. La construction d'un port dans cette dernière localité diminue le rôle du port de Kidwelly.
Le peintre et paysagiste anglais William Andrews Nesfield (1793-1881) représente le château dans une aquarelle intitulée Château de Kidwelly, Carmarthenshire, aujourd'hui dans une collection privée.
À partir des années 1860, une partie des canaux rayonnant autour de Kidwelly sont reconvertis en voie de chemin de fer et sont gérés par la compagnie Burry Port and Gwendraeth Valley Railway. Si la part du transport par train augmente, le port de Kidwelly est utilisé pour le transport de marchandises jusqu'à la veille de la Première Guerre mondiale.

## Transports
La ville est desservie par la route A484, qui la relie à Llanelli et Swansea ainsi qu'à Carmarthen.
La gare de Kidwelly est desservie par les trains de la compagnie Arriva Trains Wales. La ville dispose ainsi de trains directs pour l'Ouest (Carmarthen, Milford Haven, Fishguard Harbour et Pembroke Dock, ces deux dernières villes étant des ports de départ de ferrys pour l'Irlande), le Sud (Llanelli, Swansea, Cardiff, Newport) et l'Est du Pays de Galles (via la ligne pour Manchester). La gare n'est pas desservie par tous les trains empruntant la ligne et les conducteurs n'effectuent l'arrêt que sur demande. 
L'aéroport le plus proche est l'aéroport international de Cardiff, accessible par route et par train.
Kidwelly est traversée la piste cyclable NCR 4 (aussi appelée Celtic Trail) appartenant au National Cycle Network.

### Transports en commun
Comme la majorité des villes du Sud du Pays de Galles, Kidwelly est desservie par le réseau de bus géré par la compagnie First. Les lignes traversant Kidwelly lui permettant d'être reliée directement à Llanelli, Swansea et Carmarthen.

## Tourisme

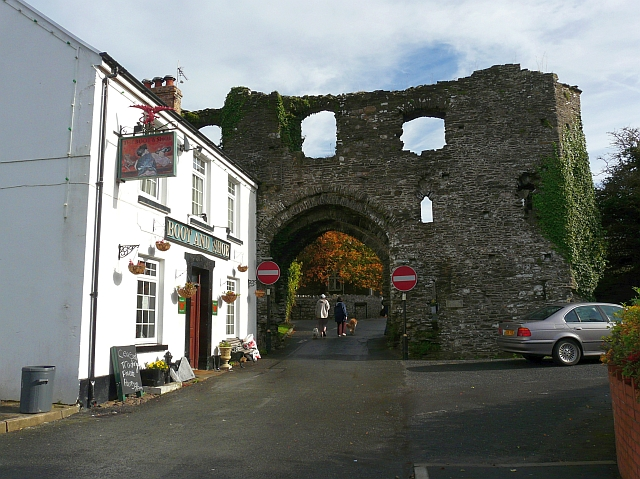
La porte monumentale en avant du château

Kidwelly possède plusieurs monuments dignes d'être visités :
- son château datant du XIIIe siècle
- son pont et sa porte datant de la fin du XIVe siècle
- son église normande

Kidwelly abrite également un musée qui rend compte du passé industriel de la vallée de Gwendraeth. 

## Jumelage
Saint-Jacut-de-la-Mer (France)